# Ninas dagbok
Ninas dagbok är Agnes von Krusenstjernas debutroman, publicerad 1917.  Boken är skriven i dagboksform och skildrar två månader i en tonårig flickas liv, i början av 1900-talet. Romanen utspelar sig i överklassmiljö.

## Personer
- Nina – 18 år
- Ulla – Ninas Kusin
- Karl – gift med Ulla, bruksägare
- Mark - släkting till Karl, studerar filosofi och spelar fiol
- Fröken Magda – släkting till Nina
- Ingenjör Göran Hellner – gammal bekant till Magda, och vän till Karl
- Adolf ”stackars far” – pappa till Göran Hellner, arkivarie
- Mary Rönning – Flicka på grannherrgården, spelar piano
- Viola Rönning – lillasyster till Mary
- Ruben Flejt - Kusin till Mark